# Filmografia della Nestor Film Company
La Nestor Film Company, nei suoi dieci anni di attività produsse, secondo la Filmografia IMDb, 915 film.
1909 - 1910 -  1911 - 1912 -
1913 - 1914 - 1915 - 1916 - 1917 - 1918 - 1919 -

## 1909
- The Justice of Solomon (1909)

## 1910
- The Wages of Sin (1910)
- Justice (1910)
- In Arizona, regia di Milton J. Fahrney (1910)
- The Vindictive Foreman (1910)
- On the Little Big Horn, regia di Milton J. Fahrney (1910)
- The Silver Lining (1910)
- The Tenderfoot, regia di Milton J. Fahrney (1910)
- The Cowboy Preacher, regia di Milton J. Fahrney (1910)
- Frontier Day in the West, regia di Milton J. Fahrney (1910)
- At Double Cross Ranch, regia di Milton J. Fahrney (1910)
- The Cowboy and the Lieutenant, regia di Milton J. Fahrney (1910)
- Days of '49, regia di Milton J. Fahrney (1910)
- A Daughter of the Mine, regia di Milton J. Fahrney (1910)
- The Indian Princess, regia di Milton J. Fahrney (1910)
- The Fighting Parson, regia di Milton J. Fahrney (1910)
- The Red Man's Honor, regia di Milton J. Fahrney (1910)
- The Lily of the Ranch, regia di Milton J. Fahrney (1910)
- The Bucking Broncho, regia di Milton J. Fahrney (1910)
- The Sheriff's Daughter, regia di Milton J. Fahrney (1910)
- The Boss of Circle E Ranch, regia di Milton J. Fahrney (1910)
- The Crooked Trail, regia di Milton J. Fahrney (1910)
- A Soldier's Sacrifice (1910)
- The Call of the West, regia di Milton J. Fahrney (1910)
- Back in the Mountains, regia di Milton J. Fahrney (1910)
- A True Pal, regia di Milton J. Fahrney (1910)
- Sons of the West, regia di Milton J. Fahrney (1910)
- Hearts of Gold (1910)
- Why Dad Was Held Up (1910)
- In the Black Hills, regia di Milton J. Fahrney (1910)
- The Blazed Trail (1910)
- The Moonshiner's Daughter (1910)
- The Law and the Man, regia di Milton J. Fahrney (1910)
- Strayed from the Range, regia di Milton J. Fahrney (1910)
- Where the Sun Sets, regia di Milton J. Fahrney (1910)
- The Golden Hoard (1910)
- Silver Plume Mine, regia di Milton J. Fahrney (1910)
- The Boys of Topsy-Turvy Ranch (1910)
- Rev. John Wright of Missouri (1910)
- The Girl from the East, regia di Milton J. Fahrney (1910)
- The Woodsman (1910)
- The Ranchman's Bride, regia di Milton J. Fahrney (1910)
- A Deal in Indians, regia di Milton J. Fahrney (1910)
- Valley Folks, regia di Milton J. Fahrney (1910)
- The Conquering Hero, regia di Milton J. Fahrney (1910)
- The Pilgrim, regia di Milton J. Fahrney (1910)
- A Desperate Remedy, regia di Milton J. Fahrney (1910)
- Elda of the Mountains, regia di Milton J. Fahrney (1910)

## 1911
- At Cedar Ridge, regia di Milton J. Fahrney (1911)
- Sleepy Hollow, regia di Milton J. Fahrney (1911)
- Their New Minister (1911)
- The Man in 23 (1911)
- The Bridal Trail, regia di Milton J. Fahrney (1911)
- The Transgressor, regia di Tom Ricketts (1911)
- The Light Beyond (1911)
- The Professor's Romance, regia di Tom Ricketts (1911)
- In the Commissioned Ranks, regia di Tom Ricketts (1911)
- Was It Worth While? (1911)
- Could You Blame Him? (1911)
- The Truth, regia di Tom Ricketts (1911)
- The Stolen Necklace, regia di Tom Ricketts (1911)
- A Midnight Adventure (1911)
- The Rival Artists (1911)
- His Wife, regia di Tom Ricketts (1911)
- The Other Man (1911)
- After Twenty Years (1911)
- His Second Choice (1911)
- At Panther Creek, regia di Milton J. Fahrney (1911)
- The Savage (1911)
- A Sure Cure (1911)
- The Little Burglar, regia di Tom Ricketts (1911)
- The Cowpuncher, regia di Milton J. Fahrney (1911)
- The Sheriff's Mistake, regia di Milton J. Fahrney (1911)
- The Plan That Failed (1911)
- Just His Luck (1911)
- At Sunset Ranch, regia di Milton J. Fahrney (1911)
- The Gunfighter, regia di Milton J. Fahrney (1911)
- Mutt and Jeff on the Job (1911)
- A Message from the West, regia di Milton J. Fahrney (1911)
- The Bad Half-Dollar (1911)
- The Pony Express, regia di Milton J. Fahrney (1911)
- Mutt and Jeff in a Matrimonial Affair (1911)
- The Plains Across, regia di Milton J. Fahrney (1911)
- Mutt and Jeff at the Fortune Teller's (1911)
- The Settler's Wife, regia di Milton J. Fahrney (1911)
- Mutt and Jeff Make a Hit (1911)
- The End of the Trail, regia di Milton J. Fahrney (1911)
- Mutt and Jeff Get Passes to the Ball Game (1911)
- Roped and Tied, regia di Milton J. Fahrney (1911)
- Mutt and Jeff and the Goldstein Burglary (1911)
- Hands Across the Cradle, regia di Tom Ricketts (1911)
- Mutt and Jeff in the Banking Business (1911)
- Alias Yellowstone Joe, regia di Milton J. Fahrney (1911)
- Mutt and Jeff and the Country Judge (1911)
- The Parson and the Bully, regia di Milton J. Fahrney (1911)
- Mutt and Jeff and the German Band (1911)
- The Flower of the Tribe, regia di Milton J. Fahrney (1911)
- Mutt and Jeff and the Escaped Lunatic (1911)
- At Perry's Ranch, regia di Milton J. Fahrney (1911)
- Mutt and Jeff and the Newsboys (1911)
- Across the Divide, regia di Milton J. Fahrney (1911)
- Obliging a Friend (1911)
- Mutt and Jeff and the Dog Catchers (1911)
- The Young Doctor, regia di Tom Ricketts (1911)
- Mutt and Jeff as Reporters (1911)
- Getting Even (1911)
- Those Jersey Cowpunchers (1911)
- The Meddling Parson (1911)
- Mutt and Jeff Spend a Quiet Day in the Country (1911)
- Let Us Smooth the Way, regia di Tom Ricketts (1911)
- Romance and Uppercuts (1911)
- Mutt and Jeff and the Blackhand (1911)
- The Town Marshal, regia di Milton J. Fahrney (1911)
- That Blessed Baby (1911)
- Mutt and Jeff Join the Opera Co. (1911)
- Lone Bill's Last Ride, regia di Milton J. Fahrney (1911)
- Mutt and Jeff Discover a Wonderful Remedy (1911)
- Dippy Advertises for a Pup (1911)
- Big Noise Hank, regia di Milton J. Fahrney (1911)
- The Suit Case Mystery (1911)
- Mutt and Jeff and the Lady Stenographer (1911)
- A True Westerner, regia di Milton J. Fahrney (1911)
- Desperate Desmond Almost Succeeds, regia di Tom Ricketts (1911)
- The White Medicine Man, regia di Milton J. Fahrney (1911)
- That Kid from the East (1911)
- Mutt and Jeff and the Unlucky Star (1911)
- His Vacation, regia di Thomas Ricketts (1911)
- The Cowboy Pugilist, regia di Milton J. Fahrney (1911)
- Desperate Desmond Pursued by Claude Eclaire (1911)
- Happy Hobo's Help (1911)
- When the West Was Wild, regia di Milton J. Fahrney (1911)
- Mutt and Jeff's Scheme That Failed (1911)
- A Western Feud, regia di Milton J. Fahrney (1911)
- Just Two Little Girls, regia di Tom Ricketts (1911)
- Struck Gold, regia di Milton J. Fahrney (1911)
- Desperate Desmond Abducts Rosamond (1911)
- Only an Iceman (1911)
- The Law of the Range, regia di Milton J. Fahrney (1911)
- Mutt and Jeff Make the Feathers Fly (1911)
- In the Early Days (1911)
- The Love Chase (1911)
- The New Ranch Owner, regia di Milton J. Fahrney (1911)
- Desperate Desmond Foiled by Claude Eclaire (1911)
- The Best Man Wins, regia di Tom Ricketts (1911)
- A Western Girl's Love, regia di Milton J. Fahrney (1911)
- Their Afternoon Off (1911)
- Mutt and Jeff Break Into Society (1911)

## 1913
- The Fight for Right (1913)
- The Blackmailer (1913)
- Cupid's Assistants, regia di Al Christie (1913)
- Gold and Dross (1913)
- The Suspect (1913)
- Cupid Finds a Way (1913)
- The Quickest Way (1913)
- A Waif of the Desert (1913)
- The Taxidermist (1913)
- In Peaceful Hollow (1913)
- The Riot (1913)
- His Brother's Keeper (1913)
- The Footpath to Happiness (1913)
- A Dinner Bell Romance (1913)
- White Man's Firewater (1913)
- The Highgraders (1913)
- One on Auntie (1913)
- Jed Holcomb's Prize Box (1913)
- Fatty and the Bandits (1913)
- The Strike Breaker (1913)
- In Temperance Town (1913)
- Aunt Betty's Revenge (1913)
- The Little Peacemaker (1913)
- The Mystery Cave (1913)
- When a Man Marries, regia di Al Christie (1913)
- Tournament of Roses (1913)
- The Harvest (1913)
- The Purchase Price (1913)
- A Pig's a Pig (1913)
- A Fool for Luck (1913)
- The Vortex, regia di Milton J. Fahrney (1913)
- On El Camino Real (1913)
- When He Jumped at Conclusions (1913)
- The Girl Sleuths (1913)
- Big Bob (1913)
- The Greatest of These Is Charity (1913)
- When Hubby Entertained (1913)
- Papa's Helping Hand (1913)
- The Cause (1913)
- With a Grain of Salt (1913)
- The Village Choir (1913)
- Her Friend, the Bad Man (1913)
- Roses of Remembrance (1913)
- Their Combination Suit (1913)
- Dad's Stenographer (1913)
- Forcing the Issue (1913)
- The Mining Expert's Ordeal (1913)
- Superstitious Mary (1913)
- Mum's the Word (1913)
- The Widow's Folly (1913)
- A Providential Tragedy (1913)
- The Maid and the Milkman (1913)
- River Rhine, Germany (1913)
- How Fatty Got Even (1913)
- The Forgotten Letter (1913)
- A Night of the Garter  (1913)
- An Affray of Honor (1913)
- Paying for Silence (1913)
- His Friend, Jimmie (1913)
- The Sheriff's Warning (1913)
- For Her Sake (1913)
- When Father Was Kidnapped, regia di Al Christie (1913)
- The Greater Love (1913)
- The Ingrate (1913)
- The Country Cousin, regia di Al Christie (1913)
- The Awakening of Papita (1913)
- Miss Nobody (1913)
- The Squashville Ladies Fire Brigade (1913)
- The Clean Up (1913)
- An Eye for an Eye (1913)
- Her Hero's Predicament, regia di Al Christie (1913)
- The Boy Scouts to the Rescue (1913)
- A Mine and a Marathon (1913)
- On Cupid's Highway, regia di Al Christie (1913)
- A Double Sacrifice (1913)
- Be It Ever So Humble (1913)
- A Mix-Up in Bandits, regia di Al Christie (1913)
- The Idol of Bonanza Camp (1913)
- Owana, the Devil Woman, regia di Frank Montgomery (1913)
- The Spring in the Desert, regia di Frank Montgomery (1913)
- The Man Who Tried to Forget (1913)
- The Knight of Her Dreams, regia di Al Christie (1913)
- Partners (1913)
- Without Reward (1913)
- Apache Love, regia di Frank Montgomery (1913)
- Dad's Surprise (1913)
- Aladdin's Awakening (1913)
- Poleon the Trapper (1913)
- Professional Jealousy, regia di Al Christie (1913)
- An Indian Nemesis (1913)
- The Range Deadline (1913)
- To the Brave Belong the Fair, regia di Al Christie (1913)
- He and Himself, regia di Al Christie (1913)
- The Proof of the Man (1913)
- John, the Wagoner (1913)
- When He Wore the Blue (1913)
- Four Queens and a Jack, regia di Al Christie (1913)
- The Grit of the Gringo (1913)
- The Operator and the Superintendent (1913)
- When His Courage Failed, regia di Al Christie (1913)
- The Tale of a Hat, regia di Al Christie (1913)
- The Ranger's Way (1913)
- Their Lucky Day, regia di Al Christie (1913)
- The Proof (1913)
- Comrades (1913)
- His Friend, the Undertaker, regia di Al Christie (1913)
- The Second Home-Coming (1913)
- Mona, regia di Frank Montgomery (1913)
- The Girls and Dad, regia di Al Christie (1913)
- Almost a Rescue, regia di Al Christie (1913)
- Darkfeather's Sacrifice, regia di Frank Montgomery (1913)
- Juanita, regia di Frank Montgomery (1913)
- Hawkeye to the Rescue, regia di Al Christie (1913)
- Maid of the Mountains (1913)
- When the Blood Calls, regia di Frank Montgomery (1913)
- When Cupid Won, regia di Al Christie (1913)
- Some Runner, regia di Al E. Christie (1913)
- Weighed in the Balance, regia di Al Christie (1913)
- The Renunciation (1913)
- Two Hearts and a Thief (1913)
- Cupid's Bad Aim, regia di Al Christie (1913)
- The Oath of Conchita, regia di Frank Montgomery (1913)
- Gold and Water (1913)
- Won by a Skirt, regia di Al Christie (1913)
- Poisoned Waters, regia di Milton J. Fahrney (1913)
- Views of Stockholm (1913)
- Algy Forfeits His Claim (1913)
- The Girl Ranchers, regia di Al Christie (1913)
- Beauty and the Ugly One (1913)
- The Stepson (1913)
- The Battle of Bull Con, regia di Al Christie (1913)
- For the Peace of Bear Valley, regia di Frank E. Montgomery (1913)
- The Heart of a Vaquero (1913)
- His Crazy Job, regia di Al Christie (1913)
- Justice of the Wild, regia di Frank Montgomery (1913)
- Beyond the Law (1913)
- His Brother's Wives (1913)
- The Trail of the Lonesome Mine (1913)
- The Love Trail (1913)
- The Simple Life (1913)
- Roger, the Pride of the Ranch (1913)
- Patsy's Luck (1913)
- Their Two Kids, regia di Al Christie (1913)
- The Outlaw's Sister (1913)
- Under Western Skies, regia di Al Christie (1913)
- What the Wild Waves Did, regia di Al Christie (1913)
- Hawkeye's Great Capture, regia di Al Christie (1913)
- A Man of the People, regia di Al Christie (1913)
- Curses! Said the Villain, regia di Al Christie (1913)
- Western Hearts, regia di Al Christie (1913)
- His Wife's Burglar, regia di Al Christie (1913)
- In the End (1913)
- Love, Luck and a Paint Brush, regia di Al Christie (1913)
- The Golden Princess Mine, regia di Al Christie (1913)
- An Elephant on His Hands, regia di Al Christie (1913)
- Hilda of the Mountains (1913)
- When He Lost to Win, regia di Al Christie (1913)
- The Brothers, regia di Donald MacDonald (1913)
- Locked Out at Twelve, regia di Al Christie (1913)
- Retribution, regia di Wallace Reid e Willis Robards (1913)
- Her Friend, the Butler, regia di Al Christie (1913)
- A Woman's Way, regia di Al Christie (1913)
- Teaching Dad a Lesson, regia di Al Christie (1913)
- The Lightning Bolt, regia di Wallace Reid (1913)
- A Tale of the West, regia di Al Christie (1913)
- A Hopi Legend, regia di Wallace Reid (1913)

## 1914
- And the Villain Still Pursued Her, regia di Al Christie (1914)
- The Deadline, regia di David Hartford (1914)
- The Dead End, regia di David Hartford (1914)
- When Ursus Threw the Bull (1914)
- The Intruder, regia di Wallace Reid (1914)
- Cupid's Close Shave, regia di Al Christie (1914)
- The Countess Betty's Mine, regia di Wallace Reid (1914)
- Snobbery, regia di Al Christie (1914)
- The Wheel of Life, regia di Wallace Reid (1914)
- When Billy Proposed (1914)
- Fires of Conscience, regia di Wallace Reid (1914)
- Twixt Love and Flour, regia di Al Christie (1914)
- The Greater Devotion, regia di Wallace Reid (1914)
- His Royal Pants, regia di Al Christie (1914)
- A Flash in the Dark, regia di Wallace Reid (1914)
- Scooped by a Hencoop, regia di Al Christie (1914)
- Breed o' the Mountains, regia di Wallace Reid (1914)
- One of the Finest, regia di Al Christie (1914)
- The Voice of the Viola, regia di Wallace Reid (194)
- She Was Only a Working Girl, regia di Al Christie (1914)
- The Mexican's Last Raid, regia di Frank Lloyd (1914)
- What a Baby Did, regia di Al Christie (1914)
- The Way of a Woman, regia di Wallace Reid (1914)
- Those Persistent Old Maids, regia di Al Christie (1914)
- The Mountaineer, regia di Wallace Reid (1914)
- The Wrong Miss Wright, regia di Al Christie (1914)
- Cupid Incognito, regia di Wallace Reid (1914)
- Such a Villain, regia di Al Christie (1914)
- A Gypsy Romance, regia di Wallace Reid (1914)
- Her Moonshine Lover, regia di Al Christie (1914)
- The Test, regia di Wallace Reid (1914)
- When the Girls Joined the Force, regia di Al Christie (1914)
- The Fruit of Evil, regia di Wallace Reid (1914)
- Their Honeymoon, regia di Al Christie (1914)
- Women and Roses, regia di Wallace Reid (1914)
- Her Husbands (1914)
- The Quack, regia di Wallace Reid (1914)
- His Strenuous Honeymoon, regia di Al Christie (1914)
- The Siren, regia di Wallace Reid (1914)
- The Newlyweds' Dilemma (1914)
- The Man Within, regia di Wallace Reid (1914)
- Could You Blame Her, regia di Al Christie (1914)
- Passing of the Beast, regia di Wallace Reid (1914)
- Captain Bill's Warm Reception, regia di Al Christie (1914)
- Love's Western Flight, regia di Wallace Reid (1914)
- Sophie of the Films#1
- A Wife on a Wager, regia di Wallace Reid (1914)
- Sophie of the Films#2
- 'Cross the Mexican Line, regia di Wallace Reid (1914)
- Sophie of the Films#3
- The Den of Thieves, regia di Wallace Reid (1914)
- Sophie of the Films#4'
- The Lost Arrow (1914)
- Those College Days, regia di Al Christie (1914)
- A Ranch Romance (1914)
- The Great Universal Mystery, regia di Allan Dwan (1914)
- Her Grave Mistake (1914)
- When Eddie Went to the Front, regia di Al Christie (1914)
- By the Sun's Rays, regia di Charles Giblyn (1914)
- All at Sea, regia di Al Christie (1914)
- An Indian Eclipse (1914)
- On Lake Stamburg, Bavaria, Germany (1914)
- Maggie's Honest Lover (1914)
- For Old Time's Sake (1914)
- Detective Dan Cupid, regia di Al Christie (1914)
- 38 Caliber Friendship (1914)
- On Rugged Shores, regia di Al Christie (1914)
- The Creeping Flame (1914)
- A Lucky Deception, regia di Al Christie (1914)
- A Miner's Romance (1914)
- For Love or Money (1914)
- The Foreman's Treachery (1914)
- A Baby Did It, regia di Al Christie (1914)
- A Daughter of the Plains (1914)
- Feeding the Kitty, regia di Al Christie (1914)
- The Danger Line, regia di Henry MacRae (1914)
- A Troublesome Wink, regia di Al Christie (1914)
- The Half-Breed (1914)
- Fruits and Flowers (1914)
- Out of the Frying Pan (1914)
- The Old Bell-Ringer, regia di Murdock MacQuarrie (1914)
- He Never Said a Word, regia di Al Christie (1914)
- Way of Life, regia di Al Christie (1914)
- The Way of Life, regia di Al Christie (1914)
- The Nihilists, regia di Murdock MacQuarrie (1914)
- Mt. St. Bernard, Switzerland (1914)
- Cupid Pulls a Tooth, regia di Al Christie (1914)
- The Wall of Flame, regia di Murdock MacQuarrie (1914)
- When Bess Got in Wrong, regia di Al Christie (1914)
- The Star Gazer, regia di Murdock MacQuarrie (1914)
- Those Were the Happy Days, regia di Al Christie (1914)
- The Two Thieves, regia di Murdock MacQuarrie (1914)
- When the Girls Were Shanghaied, regia di Al Christie (1914)
- When Their Brides Got Mixed, regia di Al Christie (1914)
- Defenders of the British Empire (1914)
- As We Journey Through Life, regia di Murdock MacQuarrie (1914)
- In Taxi 23, regia di Al Christie (1914)
- When Lizzie Got Her Polish, regia di Al Christie (1914)
- The Widow's Last (1914)
- Their Ups and Downs, regia di Al Christie (1914)
- The Boy Mayor (1914)
- His Dog-Gone Luck (1914)
- Here and There in Japan with Homer Croy, regia di Homer Croy (1914)
- For I Have Toiled, regia di Murdock MacQuarrie (1914)
- Who Stole the Bridegroom?, regia di Al Christie (1914)
- When It's One of Your Own, regia di Murdock MacQuarrie (1914)

## 1915
- Pruning the Movies (1915)
- For the Good of the Cause, regia di Al Christie (1915)
- When His Lordship Proposed, regia di Al Christie (1915)
- A Maid by Proxy, regia di Al Christie (1915)
- When the Mummy Cried for Help, regia di Al Christie e Horace Davey (1915)
- When Cupid Caught a Thief, regia di Al Christie (1915)
- When the Deacon Swore, regia di Al Christie (1915)
- When Eddie Took a Bath, regia di Al Christie (1915)
- A Mile-a-Minute Ride, documentario (1915)
- Jed's Little Elopement, regia di Al Christie  (1915)
- All Over the Biscuits (1915)
- Lizzie's Dizzy Career, regia di Horace Davey e Eddie Lyons (1915)
- All Aboard, regia di Al Christie (1915)
- It Might Have Been Serious, regia di Al Christie (1915)
- How Doctor Cupid Won Out, regia di Al Christie (1915)
- Nellie the Pride of the Fire House (1915)
- Taking Her Measure (1915)
- When He Proposed, regia di Horace Davey (1915)
- A Coat's a Coat, regia di Horace Davey (1915)
- His Wife's Husband, regia di Al Christie (1915)
- A Mix-up at Maxim's, regia di Horace Davey (1915)
- Down on the Farm, regia di Al Christie (1915)
- It Happened on Friday, regia di Al Christie (1915)
- They Were on Their Honeymoon, regia di Eddie Lyons (1915)
- In a Jackpot, regia di Eddie Lyons (1915)
- His Only Pants, regia di Eddie Lyons (1915)
- Eddie's Little Nightmare, regia di Eddie Lyons (1915)
- The Baby's Fault, regia di Al Christie (1915)
- A Mixed Up Elopement, regia di Al Christie (1915)
- All in the Same Boat, regia di Al Christie (1915)
- Eddie's Awful Predicament , regia di Al Christie (1915)
- Two Hearts and a Ship, regia di Al Christie (1915)
- Ten Minutes in Bombay (1915)
- His Nobs the Duke, regia di Al Christie (1915)
- Her Friend, the Milkman, regia di Eddie Lyons
- Almost a King, regia di Al Christie (1915)
- Caught by a Thread, regia di Al Christie (con il nome Al E. Christie) (1915)
- Wanted... A Chaperone, regia di Eddie Lyons (1915)
- Seeing India (1915)
- He Fell in the Park, regia di Eddie Lyons (1915)
- Following Father's Footsteps, regia di Al Christie (con il nome Al E. Christie) (1915)
- When Cupid Crossed the Bay, regia di Al Christie (con il nome Al E. Christie) (1915)
- Homer Croy Along the Nile, regia di Homer Croy (1915)
- They Were Heroes, regia di Al Christie (1915)
- When Her Idol Fell, regia di Al Christie (1915)
- With Father's Help, regia di Al Christie (con il nome Al E. Christie) (1915)
- Too Many Crooks, regia di Al Christie (con il nome Al E. Christie) (1915)
- When They Were Co-Eds, regia di Al Christie (1915)
- Their Friend, the Burglar, regia di Al Christie (1915)
- On His Wedding Day, regia di Horace Davey (1915)
- The Downfall of Potts, regia di Al Christie (con il nome Al E. Christie) (1915)
- A Peach and a Pair, regia di Al Christie (1915)
- When Hubby Grew Jealous, regia di Horace Davey (1915)
- When the Spirits Moved, regia di Al Christie (1915)
- When Their Dads Fell Out, regia di Horace Davey (1915)
- Lizzie Breaks Into the Harem, regia di Al Christie (1915)
- When Father Had the Gout, regia di Horace Davey (1915)
- Her Rustic Hero, regia di Al Christie (1915)
- There's Many a Slip, regia di Horace Davey (1915)
- Behind the Screen, regia di Al Christie (con il nome Al E. Christie) (1915)
- The Tale of His Pants, regia di Horace Davey (1915)
- The Rise and Fall of Officer 13, regia di Horace Davey (1915)
- It Happened While He Fished, regia di Horace Davey (1915)
- Little Egypt Malone, regia di Al Christie (1915)
- Dan Cupid: Fixer, regia di Horace Davey (1915)
- Lost: Three Teeth, regia di Al Christie (1915)
- Tony, the Wop, regia di Al Christie (1915)
- Kids and Corsets, regia di Horace Davey (1915)
- His Lucky Vacation, regia di Horace Davey (1915)
- His Egyptian Affinity, regia di Al Christie (1915)
- A Maid and a Man, regia di Horace Davey (1915)
- Lizzie and the Beauty Contest, regia di Al Christie (1915)
- Their Happy Honeymoon, regia di Al Christie (1915)
- He Fell in a Cabaret, regia di Edmund Breese (1915)
- Too Many Smiths, regia di Al Christie (1915)
- Molly's Malady, regia di Horace Davey (1915)
- It Almost Happened, regia di Horace Davey (1915)
- When Lizzie Went to Sea, regia di Al Christie (1915)
- Snatched from the Altar, regia di Al Christie (1915)
- When a Man's Fickle, regia di Horace Davey (1915)
- Eddie's Little Love Affair, regia di Al Christie (1915)
- Some Fixer, regia di Al Christie (1915)
- And the Best Man Won, regia di Horace Davey (1915)
- A One Cylinder Courtship, regia di Horace Davey (1915)
- Almost a Knockout, regia di Al Christie (1915)
- An Heiress for Two, regia di Al Christie (1915)
- The Frame-Up on Dad, regia di The Frame-Up on Dad (1915)
- Circumstantial Scandal, regia di Horace Davey (1915)
- Father's Helping Hand, regia di Horace Davey (1915)
- Those Kids and Cupid, regia di Horace Davey (1915)
- Father's Lucky Escape, regia di Horace Davey (1915)
- A Looney Love Affair, regia di Horace Davey (1915)
- Wanted: A Leading Lady, regia di Al Christie (1915)
- When Father Was the Goat, regia di Horace Davey (1915)
- Saved by a Skirt, regia di Horace Davey (1915)
- Operating on Cupid, regia di Horace Davey (1915)
- Their Quiet Honeymoon, regia di Al Christie (con il nome Al E. Christie) (1915)
- Keeping It Dark, regia di Horace Davey (1915)
- Her Speedy Affair, regia di Horace Davey (1915)
- Where the Heather Blooms, regia di Al Christie  (con il nome Al E. Christie) (1915)
- Love and a Savage, regia di Al Christie  (1915)
- When Three Is a Crowd, regia di Horace Davey (1915)
- Some Chaperone, regia di Al Christie  (con il nome Al E. Christie) (1915)

## 1916
- Her Husband's Wife, regia di Al Christie (1916)
- Jed's Trip to the Fair, regia di Al Christie (1916)
- The Boy the Girl and the Auto, regia di Horace Davey (1916)
- Mingling Spirits, regia di Al Christie (1916)
- Her Steady Carfare, regia di Horace Davey (1916)
- The Dance of the Shivers (1916)
- When Aunt Matilda Fell, regia di Al Christie  (1916)
- Mixed Kids, regia di Horace Davey (1916)
- A Quiet Supper for Four, regia di Al Christie  (1916)
- When the Losers Won, regia di Al Christie (1916)
- The Disappearing Groom, regia di Horace Davey (1916)
- Her Friend, the Doctor, regia di Al Christie (1916)
- Cupid Trims His Lordship, regia di Al Christie (1916)
- The Lion's Breath, regia di Horace Davey (1916)
- Their Only Son, regia di Robert F. McGowan (1916)
- When Lizzie Disappeared, regia di Al E. Christie (Al Christie) (1916)
- The Deacon's Waterloo, regia di Al Christie (1916)
- Across the Hall, regia di Horace Davey (1916)
- Love and Vaccination, regia di Al Christie (1916)
- The Wrong Bird, regia di Horace Davey (1916)
- The Janitor's Busy Day, regia di Al Christie (1916)
- He Almost Eloped, regia di Al Christie (1916)
- How Times Do Change, regia di Al Christie (1916)
- A Leap Year Tangle, regia di Al Christie (1916)
- Putting Her Foot in It, regia di Horace Davey (1916)
- Some Honeymoon, regia di Al Christie (1916)
- His Neighbor's Wife, regia di Horace Davey (1916)
- Eddie's Night Out, regia di Al Christie (1916)
- His Wooden Leg, regia di Horace Davey (1916)
- The Newlyweds' Mix-Up, regia di Eddie Lyons (1916)
- Her Hero Maid, regia di Horace Davey (1916)
- Lem's College Career, regia di Al Christie (1916)
- Potts Bungles Again, regia di Al Christie (1916)
- Never Lie to Your Wife, regia di Al Christie (1916)
- He's a Devil, regia di He's a Devil (1916)
- The Wooing of Aunt Jemima, regia di Horace Davey (1916)
- Her Celluloid Hero, regia di Al Christie (1916)
- Love and Brass Buttons, regia di Horace Davey (1916)
- All Over a Stocking, regia di Al Christie (1916)
- Good Night, Nurse, regia di Horace Davey (1916)
- Never Again Eddie!, regia di Al Christie (1916)
- Their Awful Predicament, regia di Horace Davey (1916)
- Wanted: A Husband, regia di Al Christie (1916)
- Almost a Widow, regia di Horace Davey (1916)
- What Could the Poor Girl Do?, regia di Al Christie (1916)
- The Browns See the Fair, regia di Horace Davey (1916)
- Double Crossing the Dean, regia di Al Christie (1916)
- Henry's Little Kid, regia di Al Christie (1916)
- Kill the Umpire, regia di Eddie Lyons e Lee Moran (1916)
- The Come On, regia di Matt Moore (1916)
- Art for Art's Sake, regia di Eddie Lyons e Lee Moran (1916)
- The Unexpected Scoop, regia di Richard Stanton (1916)
- Caught with the Goods, regia di Eddie Lyons e Lee Moran (1916)
- Beer Must Go Down, regia di Eddie Lyons e Lee Moran (1916)
- He Maid Me, regia di Eddie Lyons, Lee Moran (1916)
- Some Medicine Man, regia di Roy Clements (1916)
- The Battle of Chili Con Carne, regia di Louis Chaudet (1916)
- Timothy Dobbs, That's Me, regia di Carter DeHaven (1916)
- The Sody Clerk, regia di Wallace Beery (1916)
- Broke But Ambitious, regia di Louis Chaudet (1916)
- A Thousand Dollars a Week, regia di Wallace Beery (1916)
- The Terrible Turk, regia di Louis Chaudet (1916)
- He Becomes a Cop, regia di Wallace Beery (1916)
- The Boy from the Gilded East, regia di Louis Chaudet (1916)
- From the Rogue's Gallery, regia di Wallace Beery (1916)
- Nobody Guilty, regia di Louis Chaudet (1916)
- Speeding, regia di Pat Hartigan (1916)
- Hired and Fired, regia di Wallace Beery (1916)
- A Silly Sultan, regia di Louis Chaudet (1916)
- He Almost Lands an Angel, regia di Wallace Beery (1916)
- Model 46, regia di Louis Chaudet (1916)
- A Hero by Proxy, regia di Wallace Beery (1916)
- With the Spirit's Help, regia di Louis Chaudet (1916)
- When the Spirits Fell, regia di Louis Chaudet (1916)
- Borrowed Plumes, regia di Wallace Beery (1916)
- Almost Guilty, regia di Louis Chaudet (1916)
- It's All Wrong, regia di Henry MacRae (1916)
- Breaking Into Society, regia di Wallace Beery (1916)
- His Own Nemesis, regia di Louis Chaudet (1916)
- Pat's Pasting Ways, regia di Robert Dillon (1916)
- Fame at Last, regia di Wallace Beery (1916)
- The Barfly, regia di Louis Chaudet (1916)
- Love and a Liar, regia di Louis Chaudet (1916)
- A Political Tramp, regia di Louis Chaudet (1916)
- Sweedie, the Janitor, regia di Wallace Beery (1916)
- Knights of a Bathtub, regia di Louis Chaudet (1916)
- A Capable Lady Cook, regia di Wallace Beery (1916)
- How Do You Feel?, regia di Louis Chaudet (1916)
- Married a Year, regia di John McDermott (1916)
- The White Turkey, regia di Louis Chaudet (1916)
- Pass the Prunes, regia di Louis Chaudet (1916)
- Oh! You Honeymoon!, regia di Leslie T. Peacocke (1916)
- Two Small Town Romeos, regia di Louis Chaudet (1916)
- I'm Your Husband, regia di Leslie T. Peacocke (1916)
- It Sounded Like a Kiss, regia di Louis Chaudet (1916)
- Pretty Baby, regia di Louis Chaudet (1916)

## 1917
- Practice What You Preach, regia di Louis Chaudet (1917)
- One Thousand Miles an Hour, regia di Louis Chaudet (1917)
- Treat 'Em Rough, regia di Louis Chaudet (1917)
- A Macaroni Sleuth, regia di Louis Chaudet (1917)
- Why, Uncle!, regia di Louis Chaudet (1917)
- His Wife's Relatives, regia di Louis Chaudet (1917)
- A Hasty Hazing, regia di Louis Chaudet (1917)
- Down Went the Key, regia di Louis Chaudet (1917)
- A Million in Sight, regia di Louis Chaudet (1917)
- A Bundle of Trouble, regia di Louis Chaudet (1917)
- Some Specimens, regia di Louis Chaudet (1917)
- When the Cat's Away, regia di Louis Chaudet (1917)
- In Again, Out Again, regia di Al Christie (1917)
- Shot in the West, regia di Louis Chaudet (1917)
- Mixed Matrimony, regia di Louis Chaudet (1917)
- Under the Bed, regia di Louis Chaudet (1917)
- Follow the Tracks, regia di Louis Chaudet (1917)
- The Home Wreckers, regia di Louis Chaudet (1917)
- What a Clue Will Do, regia di Louis Chaudet (1917)
- The Lost Appetite, regia di Louis Chaudet (1917)
- To Oblige a Vampire, regia di Louis Chaudet (1917)
- Moving Day, regia di Louis Chaudet (1917)
- Tell Morgan's Girl, regia di Louis Chaudet (1917)
- Burglar by Request, regia di Louis Chaudet (1917)
- Who's Looney Now?, regia di Al Christie (1917)
- To Be or Not to Be Married, regia di Louis Chaudet (1917)
- Jilted in Jail, regia di Roy Clements (1917)
- The War Bridegroom, regia di Roy Clements (1917)
- Poor Peter Pious, regia di Louis Chaudet (1917)
- Five Little Widows, regia di Al Christie e Horace Davey
- Minding the Baby, regia di Roy Clements (1917)
- A Dark Deed, regia di Louis Chaudet (1917)
- Seeing Things, regia di Louis Chaudet (1917)
- Married by Accident, regia di Roy Clements (1917)
- The Love Slacker, regia di Roy Clements (1917)
- The Rushin' Dancers, regia di Louis Chaudet (1917)
- Move Over, regia di Roy Clements (1917)
- The Nightcap, regia di Roy Clements (1917)
- Looking 'Em Over, regia di Louis Chaudet (1917)
- The Boulevard Speed Hounds, regia di Burton George (1917)
- Welcome Home, regia di Roy Clements (1917)
- Taking Their Medicine, regia di Roy Clements (1917)
- Pete, the Prowler, regia di Louis Chaudet (1917)
- Hot Applications, regia di Roy Clements (1917)
- Wild and Woolly Women, regia di Roy Clements (1917)
- A Fire Escape Finish, regia di Harry Edwards (1917)
- A Bad Little Good Man, regia di William Beaudine (1917)
- Caught in the Draft, regia di Craig Hutchinson (1917)
- The Shame of the Bullcon, regia di Allen Curtis (1917)
- Strike One, regia di Craig Hutchinson (1917)
- Acqua nel cervello (Water on the Brain), regia di Allen Curtis (1917)
- The Other Stocking, regia di Roy Clements (1917)
- A Munition Worker's Curse, regia di Craig Hutchinson (1917)
- Secret Servants, regia di William Beaudine (1917)

## 1918
- The Guy and the Geyser, regia di Craig Hutchinson (1918)
- Cave Man Stuff, regia di Allen Curtis (1918)
- Busted Hearts and Buttermilk, regia di Al Christie (1918)
- Maimed in the Hospital, regia di Craig Hutchinson (1918)
- Who's to Blame?, regia di Allen Curtis (1918)
- Vamping the Vamp, regia di Alfred Santell (1918)
- The Great Sea Scandal, regia di Craig Hutchinson (1918)
- Ship, Oy, Oy!, regia di Allen Curtis (1918)
- Watch Your Watch, regia di Allen Curtis (1918)
- At Swords' Point, regia di Alfred Santell (1918)
- I'll Fix It, regia di King Baggot (1918)
- Eddie, Get the Mop, regia di William Beaudine (1918)
- Nothing but Nerve, regia di Allen Curtis (1918)
- Pink Pajamas, regia di Alfred Santell (1918)
- A Kitchen Hero, regia di Allen Curtis (1918)
- Hickory Hiram, regia di Edwin Frazee (1918)
- The Shifty Shoplifter, regia di Allen Curtis (1918)
- The Stolen Keyhole, regia di Alfred Santell (1918)
- It's a Cruel World, regia di Allen Curtis (1918)
- New York: By Heck! (1918)
- The Bathhouse Scandal, regia di Wallace Beery (1918)
- Who's Your Wife?, regia di Allen Curtis (1918)
- È suonata la libera uscita (Home, James), regia di Alfred Santell (1918)
- Butter Again, regia di Allen Curtis (1918)
- Passing the Bomb, regia di Allen Curtis (1918)
- The Borrowed Baby, regia di Allen Curtis (1918)
- The Butler's Blunder, regia di Allen Curtis (1918)
- Oh! Man!, regia di Allen Curtis (1918)
- Bruin Trouble (1918)
- The Pursuing Package, regia di Alfred Santell (1918)
- Repeating the Honeymoon, regia di Leslie T. Peacocke (1918)
- It Can't Be Done, regia di Sidney M. Goldin (1918)
- Don't Flirt (1918)
- The Pie Eyed Piper, regia di William Beaudine (1918)
- When Paris Green Saw Red, regia di George Marshall (1918)
- Their Sporting Blood, regia di Robert Dillon (1918)
- How Charlie Captured the Kaiser, regia di Pat Sullivan (1918)
- A Bum Bomb, regia di John McDermott (1918)
- The Slow Express, regia di Roy Clements (1918)
- Parted from His Bride, regia di Henry MacRae (1918)
- His Royal Nibs (1918)
- Perils of the Parlor, regia di Wallace Beery (1918)
- Pat Turns Detective (1918)
- The Love Craze, regia di Winthrop Kelley (1918)
- The Fickle Blacksmith (1918)
- There and Back, regia di Harry Wulze (1918)
- Let's Fight, regia di Ben F. Wilson (1918)
- The Beautiful Liar, regia di Ben F. Wilson (1918)
- Over the Rhine with Charlie, regia di Pat Sullivan (1918)
- O, It's Great to Be Crazy, regia di Leslie T. Peacocke (1918)

## 1919
- Charley Out West, regia di Pat Sullivan (1919)
- Charley at the Beach, regia di Pat Sullivan (1919)
- She Wasn't Hungry, But..., regia di Wallace Beery (1919)
- Only a Janitor, regia di Wallace Beery (1919)
- He Was No Lady, regia di Harry Wulze (1919)
- Charlie in Turkey, regia di Pat Sullivan (1919)
- Mixed Wives, regia di William Beaudine (1919)
- Them Eyes, regia di Ben F. Wilson (1919)
- The Poor Prune (1919)
- Hole in the Wall (1919)
- Home Run Bill (1919)
- Charlie Treats 'Em Rough, regia di Pat Sullivan (1919)
- A Beach Nut, regia di Wallace Beery (1919)
- Lizzie's Waterloo, regia di Pat Hartigan (1919)
- Green-Eyed Johnny, regia di John Francis Dillon (1919)
- The Movie Queen, regia di Harry Wulze (1919)